# Escuela Secundaria Miami Springs
La Escuela Secundaria Miami Springs (Miami Springs Senior High School) es una escuela secundaria (high school) en Miami Springs, Florida. Es una parte de las Escuelas Públicas del Condado de Miami-Dade (MDCPS por sus siglas en inglés).

## Historia
La apertura de la Escuela Secundaria Ronald W. Reagan/Doral en 2006 aliviado la secundaria Miami Springs.
La apertura de la Escuela Secundaria Hialeah Gardens en 2009 aliviado la secundaria Miami Springs y la Escuela Secundaria Barbara Goleman.
Antes de enero de 2012, muchos estudiantes dejan la escuela, cambiaron a las escuelas charter y magnet. En el enero de 2012 Bill Daley de Miami Herald afirmó que la nueva principal, Anna Rodriguez, vigorizó la escuela.
En 2015 la secundaria se instaló una placa en honor de Bruce Wayne Carter, un soldado estadounidense que se murió en la guerra de Vietnam.